# Золин, Иван Иванович
Иван Иванович Золин (21 апреля 1905 — 28 мая 1978) — советский военнослужащий, военный журналист, контр-адмирал ВМФ СССР, участник Гражданской и Великой Отечественной войн. Контр-адмирал (18.02.1958)

## Биография
Иван Иванович Золин родился 21 апреля 1905 года в селе Бишево (ныне — Апастовский район Татарстана). В 1922 году был призван на службу в Рабоче-Крестьянскую Красную Армию, участвовал в боях Гражданской войны в Средней Азии против басмаческих формирований. С 1927 года — на службе в Военно-морском флоте СССР. С июня 1931 года — в печатных органах ВМФ СССР, был инструктором по печати Политотдела береговой обороны Морских сил Балтийского моря, инструктором-литератором, начальником отдела боевой подготовки, начальником отдела истории и библиографии газеты «Красный флот». В 1934 году окончил Вечерний университет марксизма-ленинизма в Кронштадте, в 1938 году — военно-морской факультет Военно-политической академии имени В. И. Ленина.
Начало Великой Отечественной войны Золин встретил начальником отдела истории и библиографии газеты «Красный флот». В апреле 1942 года он был назначен заместителем начальника военного отдела газеты «Правда». Многократно выезжал на передовую, создавая материалы о боях под Сталинградом, в Севастополе, на Кавказе, об операции по прорыву блокады Ленинграда, освобождении Польши, боях в Германии и штурме Берлина. 10 февраля 1943 года, прибыв в 1-ю танковую бригаду, он по собственному желанию в составе экипажа танка пошёл в бой. В разгар боя заменил собой выбывшего из строя командира орудия и вёл огонь по противнику, пока не получил тяжёлое ранение. После завершения боевых действий в Европе служил представителем редакции «Правда» в Советской военной администрации в Германии.
В июле 1948 года вернулся в СССР. С октября того же года продолжал службу в газете «Красный флот», был начальником отдела пропаганды, заместителем ответственного редактора. В 1953—1954 годах являлся редактором военно-морского отдела, членом редакционной коллегии газеты «Красная звезда». С сентября 1954 года по октябрь 1960 года являлся главным редактором газеты «Советский флот». В феврале 1961 года был уволен в запас. Умер 28 мая 1978 года, похоронен на Кунцевском кладбище Москвы.

## Награды
- Орден Ленина (27 декабря 1951 года);
- 2 ордена Красного Знамени (23 сентября 1945 года, 5 ноября 1946 года);
- Орден Отечественной войны 1-й степени (17 июля 1943 года);
- Орден Красной Звезды (3 ноября 1944 года);
- Медали.